# قمباز
القمباز هو ثوب كان يرتديه الرجال في المناطق الشامية أي سوريا، لبنان، الأردن وفلسطين. عادة ما كان أهل البلدة يرتدون هذا الزي في كل المناسبات وأكثر من كان يرتديه هم الأغنياء والمثقفون وكبار العائلات ووجهاء البلدة الذي لهم مكانة شعبية واجتماعية عند الأهالي
وهو عبارة عن قطعة من القماش الجوخ تشبه الجلابية إلا أنه مفتوح من الأمام، ومن الأعلى إلى الأسفل وينتهي بـ«ردة» أو «شريط» من الأعلى بعرض 3سم تلف الرقبة من الأمام من اليمين لجهة اليسار حيث ينتهي الشريط بعروة وزر.
و«القمباز» مبطن من الداخل في نصفه العلوي بقطعة قماش أطلس ويضع من يرتديه على خصره إما «كمر» عريض أو «شالة» من الحرير مربعة الشكل تقريباً طول حرفها حوالي المتر لونها خمري أو أسود ويرتدي الشخص فوقه إما «جاكيت» أو «مشلح» من الجوخ الخشن.